# Slovénie aux Jeux méditerranéens de 2018
Cet article contient des informations sur la participation et les résultats de la Slovénie aux Jeux méditerranéens de 2018 à Tarragone en Espagne.

## Médailles

### Or
| Sport              | Discipline            | Sportifs     |
| Médailles d'or : 1 |                       |              |
| Karaté             | Moins de 61 kg femmes | Tjasa Ristic |

### Argent
| Sport                  | Discipline                         | Sportifs                                        |
| Médailles d'argent : 3 |                                    |                                                 |
| Tir                    | Pistolet à air comprimé 10m hommes | Kevin Venta                                     |
| Tir à l'arc            | Individuel hommes                  | Gasper Strajhar                                 |
| Tir à l'arc            | Par équipes hommes                 | Gasper Strajhar Den Habjan Malavasic Rok Bizjak |

### Bronze
| Sport                   | Discipline                         | Sportifs                |
| Médailles de bronze : 6 |                                    |                         |
| Badminton               | Doubles femmes                     | Iza Salehar Lia Salehar |
| Canoë-kayak             | K-1 500 mètres femmes              | Anja Osterman           |
| Karaté                  | Moins de 68 kg femmes              | Lina Pusnik             |
| Natation                | 100 m Nage libre hommes            | Neža Klančar            |
| Natation                | 800 m Nage libre hommes            | Tjaša Oder              |
| Tir                     | Carabine à air comprimé 10m femmes | Ziva Dvorsak            |